# 柔毛苎麻
柔毛苎麻（学名：Boehmeria strigosifolia var. mollis）为荨麻科苎麻属下的一个变种。

## 扩展阅读
- 維基物種上的相關：柔毛苎麻